# Star Trek Continues
Star Trek Continues ist eine von Fans geschaffene Science-Fiction-Serie, die im Star-Trek-Universum spielt. Sie wird nur über das Internet verbreitet und soll eine Fortsetzung der originalen Star-Trek-Serie aus den 1960er Jahren (Raumschiff Enterprise) darstellen. Die Handlung spielt im letzten Jahr der „Fünf-Jahres-Mission“ des originalen Raumschiffes Enterprise.

## Darsteller

### Hauptdarsteller
| Darsteller                               | Rolle            | Rang                 | Bemerkung |
| ---------------------------------------- | ---------------- | -------------------- | --- |
| Vic Mignogna                             | James T. Kirk    | Captain              | Kommandant der USS Enterprise. |
| Todd Haberkorn                           | Spock            | Commander            | Wissenschafts- und Erster Offizier der USS Enterprise.                                                                            |
| Chuck Huber (Larry Nemecek Episoden 1–2) | Leonard H. McCoy | Lieutenant Commander | Schiffsarzt der USS Enterprise.                                                                                                   |
| Chris Doohan                             | Montgomery Scott | Lieutenant Commander | Chefingenieur der USS Enterprise. Chris Doohan ist der Sohn von James Doohan, dem Darsteller von Scotty in Raumschiff Enterprise. |

### Nebendarsteller
| Darsteller     | Rolle            | Rang                    | Bemerkung                                  |
| -------------- | ---------------- | ----------------------- | ------------------------------------------ |
| Grant Imahara  | Hikaru Sulu      | Lieutenant              | Steuermann der USS Enterprise.             |
| Kim Stinger    | Nyota Uhura      | Lieutenant              | Kommunikationsoffizier der USS Enterprise. |
| Wyatt Lenhart  | Pavel A. Chekov  | Lieutenant junior grade | Navigator der USS Enterprise.              |
| Michele Specht | Elise McKennah   | Lieutenant              | Schiffscounselor der USS Enterprise.       |
| Steven Dengler | William C. Drake | Lieutenant              | Sicherheitschef der USS Enterprise.        |

### Gastdarsteller ausStar Trekund wiederkehrende Darsteller
In Star Trek Continues spielen immer wieder Schauspieler mit, die bereits in professionellen Star-Trek-Produktionen zu sehen waren.
| Darsteller       | Rolle                                 | Episoden           | Bemerkung |
| ---------------- | ------------------------------------- | ------------------ | --- |
| Beau Billingslea | Vice Admiral Stomm                    | Episode 7          | Billingslea spielte Captain Abbott in Star Trek Into Darkness. |
| Kipleigh Brown   | Lieutenant junior grade Barbara Smith | Episoden 3–6, 8–11 | Brown spielte Crewman Jane Taylor in Star Trek: Enterprise, Smith ist eine Nebenfigur aus dem zweiten Star-Trek-Pilotfilm.                                                                                           |
| Bobby Clark      | Tharn                                 | Episode 3          | Clark spielte den Gorn-Captain in der Star-Trek-Episode Ganz neue Dimensionenn und Chekovs Wache in Ein Parallel-Universum.                                                                                          |
| Michael Dorn     | ISS Computerstimme                    | Episode 3          | Dorn spielte Commander Worf in Raumschiff Enterprise – Das nächste Jahrhundert, Star Trek: Deep Space Nine, und vier Star-Trek-Filmen.                                                                               |
| Doug Drexler     | Paladin                               | Episode 1          | Drexler ist bekannt für seine Arbeit als Visual-Effects-Designer für Star Trek sowie für Battlestar Galactica und Defiance. Drexler steuerte die visuellen Effekte für die Episoden 1 bis 6 bei.                     |
| Michael Forest   | Apollo                                | Episode 1          | Forest spielte bereits in der Star-Trek-Episode Der Tempel des Apoll, die mit dieser Episode ihre Fortsetzung erlebt.                                                                                                |
| Marina Sirtis    | Computerstimme                        | Episoden 1, 4, 7   | Sirtis spielte Commander Deanna Troi in Raumschiff Enterprise – Das nächste Jahrhundert, Star Trek: Raumschiff Voyager (3 Episoden), Star Trek: Enterprise (1 Episode), Star Trek: Picard und vier Star-Trek-Filmen. |
| Fiona Vroom      | Lolani                                | Episode 2          | Vroom spielte ein orionisches Mannschaftsmitglied in Star Trek Beyond. |
| John de Lancie   | Galisti                               | Episode 9          | John de Lancie spielte die Figur des Q in verschiedenen Star-Trek-Serien. Hier spielt er das Staatsoberhaupt eines bedrohten Planeten.                                                                               |

## Folgen

### 1. Pilgrim of Eternity
In der ersten Folge kehrt der Gott Apoll zurück, um auf der Enterprise Verwirrung zu stiften. Schließlich aber stimmt er zu, dass er das Schiff mit Aussicht auf einen geruhsamen Lebensabend verlässt.

### 2. Lolani
Lolani, eine Frau vom Orion, will sich nicht mit ihrem Sklavendasein abfinden. Daraus erwächst ein moralisches Dilemma zwischen der Pflicht, einem Menschen zu helfen und der Ersten Direktive.

### 3. Fairest of Them All
Im Spiegeluniversum trifft Spock Entscheidungen, welche die Zukunft des Empires entscheidend verändern. Die Episode setzt direkt nach der klassischen TOS-Folge „Mirror Mirror“ ein.

### 4. The White Iris
Captain Kirk muss sich an das Passwort für ein planetares Verteidigungssystem gegen Atomraketen erinnern. Um sich an dieses zu erinnern, muss er sich seinen Schuldgefühlen stellen. Ein Wiedersehen mit wichtigen Frauen aus Kirks Vergangenheit (Edith „Joan Collins“ Keeler, der nordamerikanischen Ureinwohnerin Miramanee oder den Gynoiden (weiblichen Androiden) Rayna Kapec). Gastdarsteller ist Colin Baker, bekannt aus Doctor Who als der sechste Doktor.

### 5. Divided We Stand
Naniten befallen sowohl die Enterprise als auch die Körper von Kirk und Dr. McCoy. Diese sehen sich zurückversetzt in den US-Bürgerkrieg, genauer in die Schlacht am Antietam, Kirk in der Uniform eines Nordstaatlers, McCoy als Arzt der Südstaatler. Kirk muss in der blutigsten Schlacht der US-Geschichte teilnehmen.

### 6. Come Not Between the Dragons
Ein anaerobes Steinwesen bedroht die Enterprise. Oder bittet es um Asyl?

### 7. Embracing the Winds
Bei der Besetzung eines vakanten Kommandos über ein Raumschiff kommt es zu einer Verhandlung der Frage, ob eine Frau ein Kommando bekommen darf.

### 8. Still Treads the Shadow
Die Enterprise entdeckt ein verschollenes Raumschiff und trifft dort auf einen alten Freund.

### 9. What ships are for
Die Enterprise kommt dem bedrohten Asteroiden Hyalinus zu Hilfe. Zunächst scheinen die Hyalini nur von einer mysteriösen Krankheit bedroht. Doch da ist noch eine ganz andere Furcht – vor den Abicianern. Gastdarsteller ist John de Lancie (der dieses Mal nicht Q spielt).

### 10. To Boldly Go
Doppelfolge, welche die Reihe abschließt. Um ein Rätsel zu lösen, muss die Enterprise dorthin gehen, wo alles begann: In die Randbereiche der Galaxie.

### 11. To Boldly Go II
Die bahnbrechende Mission der Enterprise geht zu Ende, als Kirk und seine Crew den ultimativen Gegner bekämpfen.

## Kurzfolgen

### Turnabout Intruder
In dieser Kurzfolge wird das Ende der letzten Folge der Originalserie nachgespielt.

### You’ve got the Conn
Sulu, Uhura und Chekov scherzen während der Nachtschicht auf der Brücke und werden dabei von Kirk überrascht.

### Happy Birthday Scotty
An Scottys Geburtstag wird die Enterprise mit neuen Phasern ausgerüstet.